# Istoria Maltei
Malta are o lungă istorie care se întinde pe durata a mii de ani. Primii locuitori ai insulei au venit probabil din Sicilia, în urmă cu 6000-7000 ani, folosind coridorul de pământ existent atunci între Sicilia și Malta. Coridorul a dispărut în cursul secolelor următoare, ca urmare a topirii succesive a unor părți din calotele glaciare, respectiv a ridicării nivelului Mării Mediterane. Malta și Sicilia au devenit în acest fel insule, separate de continentul european.
În urmă cu 4000-5000 ani, pe insula Malta și pe insula învecinată Gozo, au luat naștere primele temple megalitice de cult religios din lume, unele chiar mai vechi decât piramidele din Egipt. Nu se cunoaște tehnica cioplirii, prelucrării, transportului și înălțării templelor megalitice. Templele sunt circulare, cu camere în forma de trifoi (cu trei sau cu patru foi), diametre de 20–30 m și înălțimi de 4–5 m. Construcția de temple gigantice pe arhipelagul Malta a încetat apoi brusc, din motive necunoscute. Cele mai renumite temple se găsesc la Hagar Qim (Malta), Tarxien (Malta), Mnajdra (Malta) și Ggantija (Gozo). Din Malta, stilul megalitic s-a răspândit apoi în toată Europa (Grecia, Creta, Sardinia, Corsica, Franța, Anglia).
După alte câteva sute de ani, a avut loc cea de a două mare etapă de colonizare a arhipelagului Malta cu coloniști veniti probabil din Italia de sud. Acestia au refolosit vechile temple, dar nu au mai construit altele. Alte date despre această generație de coloniști nu s-au păstrat.
Primele date istorice sigure sunt cele din perioada ocupării Maltei de către Fenicieni în secolul IX î.C. Circa 300 ani mai târziu (în secolul VI î.C.) insula a intrat în stăpânirea Punicilor din Cartagina (Tunisia), urmașii africani ai Fenicienilor. Punicii au rămas domnitori ai insulei până în anul 218 î.C., an în care - în urma celor 3 războaie punice dintre Roma și Cartagina - Romanii au intrat în posesia Maltei și a insulelor invecinate (Gozo, Comino, Cominotto, Filfla și St.Paul).
Conform legendei, în jurul anului 60 d.C. vasul în care apostolul Pavel (Paulus) a fost transportat din Palestina la Roma, spre a fi judecat, a naufragiat în golful St. Pauls Bay din nord-vestul insulei Malta, Pavel fiind obligat să petreacă iarna pe această insulă, inchis temporar într-o grotă sub actuala biserică “St. Paul” din orășelul Rabat. Ar fi convertit, nu numai o bună parte din populație la creștinism, dar chiar și pe prefectul roman al arhipelagului, Publius (după ce l-ar fi vindecat pe tatăl acestuia). Ulterior, Publius ar fi devenit episcop de Malta, murind martirizat.
Dupa căderea Imperiului Roman, decade și Malta. S-au păstrat relativ puține date despre istoria insulei, până la ocuparea ei în anul 870 d.C. de către Arabi. Arabii au stăpânit arhipelagul timp de 2 secole, ceea ce și-a lăsat amprenta mai ales în limbă.
În secolele următoare, Malta trece succesiv în posesia a diferite națiuni din Europa:
- Normanzii în anul 1090 (sub contele Roger de Hautville);
- Sicilienii în anul 1194 (prin căsătoria unui membru al familiei germane de Staufer);
- Francezii în anul 1268 (sub Carol I. Robert de Anjou);
- Aragonezii în anul 1282, după izgonirea lui Carol I. Robert de Anjou din Sicilia de către Peter von Aragon (episod cunoscut în istorie sub numele de “Vecerniile Siciliene”; Giuseppe Verdi a compus o operă cu acest subiect);
- Castilienii în anul 1284.
În primii ani ai secolului XV Malta dobândeste temporar statut de autodeterminare. Devine curând din nou teritoriu castilian, iar în 1428 teritoriu sicilian (sub regele Alfons V).
În anul 1523 puterile europene atribuie Malta membrilor Ordinului Ioaniților, izgoniți de către Turci de pe insula Rhodos. În timpul guvernării Ordinului Ioaniților (sinonim: “Cavalerii Maltezi”) insula cunoaște cea de a doua perioadă importantă de construcții masive din istorie. Capitala Valletta a luat numele de la constructorul ei, Marele Maestru al Ordinului Ioanit Jean Parisot de la Valette.
Stăpânirea Ioanită ia sfârșit în anul 1798, anul ocupării arhipelagului de către trupele franceze sub conducerea lui Napoleon Bonaparte. Acesta a stat 6 zile pe insulă. Nemulțumită de comportamentul trupelor franceze, populația malteză s-a răzvrătit, obtinând ajutor militar din partea regelui Neapolului și a amiralului englez Nelson. În anul 1802, ca urmare a Păcii de la Amiens (Franța), Malta a fost retrocedată Ordinului Ioaniților. Dându-și seama de importanța sa militară și strategică, Anglia a anexat-o, anexare sancționată prin Tratatul de la Paris (1814) și prin Congresul de la Viena (1815).
În anul 1964 Malta obține independența, rămânând membru al Commonwealth-ului până în anul 1974, an în care se desprinde complet de Anglia. De la 1 mai 2004 Malta este membră a Uniunii Europene.
Sediul actual al "Cavalerilor Maltezi" se găsește la Roma (Via Condotti 68), cunoscut și sub numele de "Stăreția din Malta".

## Vezi și
- Blanche Huber, prima femeie medic din istoria Maltei